# Orland Corben
 (février 2009).
Si vous disposez d'ouvrages ou d'articles de référence ou si vous connaissez des sites web de qualité traitant du thème abordé ici, merci de compléter l'article en donnant les références utiles à sa vérifiabilité et en les liant à la section « Notes et références ».
Orland G « Ace » Corben, né le 16 avril 1904 à Des Moines, Iowa et mort en mai 1968 à Sarasota, Floride, est un entrepreneur américain.

## Biographie
En 1923, Orland Corben entreprit la conception d'un monoplan parasol économique devant permettre au plus grand nombre d'accéder au plaisir du pilotage. Corben Ace a ensuite développé le Corben Baby Ace, qui sera commercialisé, soit sous forme de plans, soit sous forme de kits par Ace Aircraft Manufacturing Co à Wichita, Kansas.
L'entreprise ferma rapidement ses portes, une nouvelle réglementation américaine limitant la construction amateur. O G Corben ne se découragea pas. En 1930, il créa Corben Sport Plane & Supply Co à Peru, Indiana, où il dessina une version biplace, le Corben Junior Ace, puis un modèle plus sportif, le Corben Super Ace. Après un court passage à Madison, Wisconsin, O G Corben s’installa finalement, en 1931, à West Bend, Wisconsin, où il fonda Ace Airplanes. Les réalisations Corben étaient désormais vendues en kit, en état de vol ou sous forme de simples plans.
En 1952 Paul Poberezny, cofondateur d’Experimental Aircraft Association (EAA), acheta, pour 200 $ US, le capital d’Ace Airplanes, dont les activités étaient en sommeil depuis 1942, ainsi que les plans, les droits, et même des pièces détachées. En 1954, la revue Mechanix Illustrated se rapprocha d’EAA pour réaliser une série d’articles sur la construction amateur d’aéronefs. Le Corben Baby Ace fut pris pour modèle et EAA se trouva submergée de demandes de plans. L’EAA étant une association sans buts lucratifs, Paul Poberezny se retrouvait en porte à faux en commercialisant ces plans sous couvert de l’EAA. Les droits furent donc revendus, en 1956, à Cliff DuCharme, puis, en 1961, à Edwin T. Jacobs. En 1965, ils furent revendus à Thurman G. Baird. Possédant également les droits de production des American Flea et Heath Parasol, Bairs forma une nouvelle Ace Aircraft Manufacturing Co, qui commercialise encore aujourd’hui les Corben Baby Ace Model D et Corben Junior Ace Model E.
Ace Aircraft Manufacturing Co a été revendue, en 1986, à Denny Meadows et, en 1998, à Bill Wool.